# ضريح الربيع بن خثيم
ضريح الربيع بن خثيم (بالفارسية: آرامگاه خواجه ربیع) ضريح تاريخي يعود إلى السلالة الصفوية، ويقع في مشهد. هذا المبنى هو قبر الربيع بن خثيم.

## معرض الصور

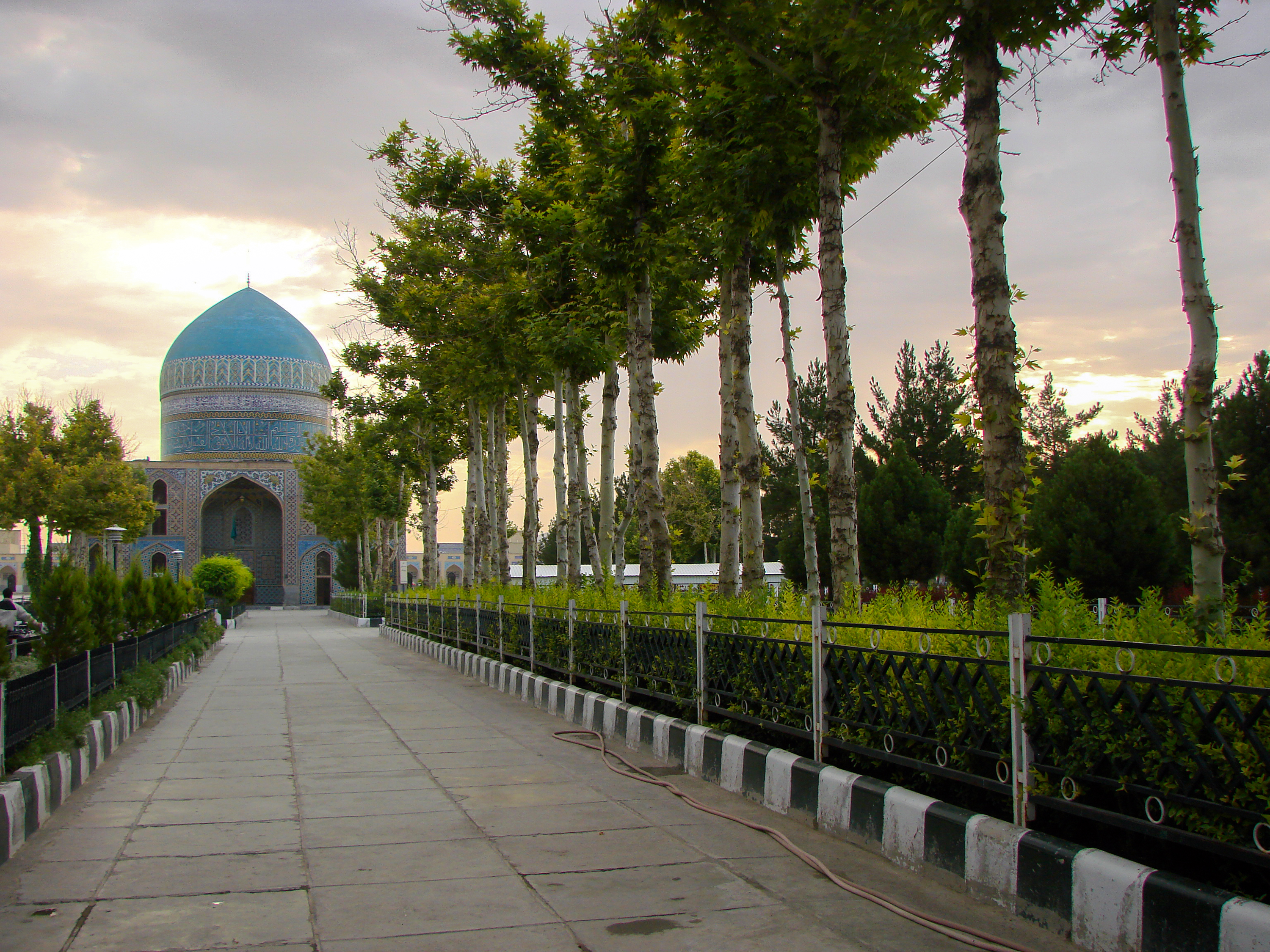
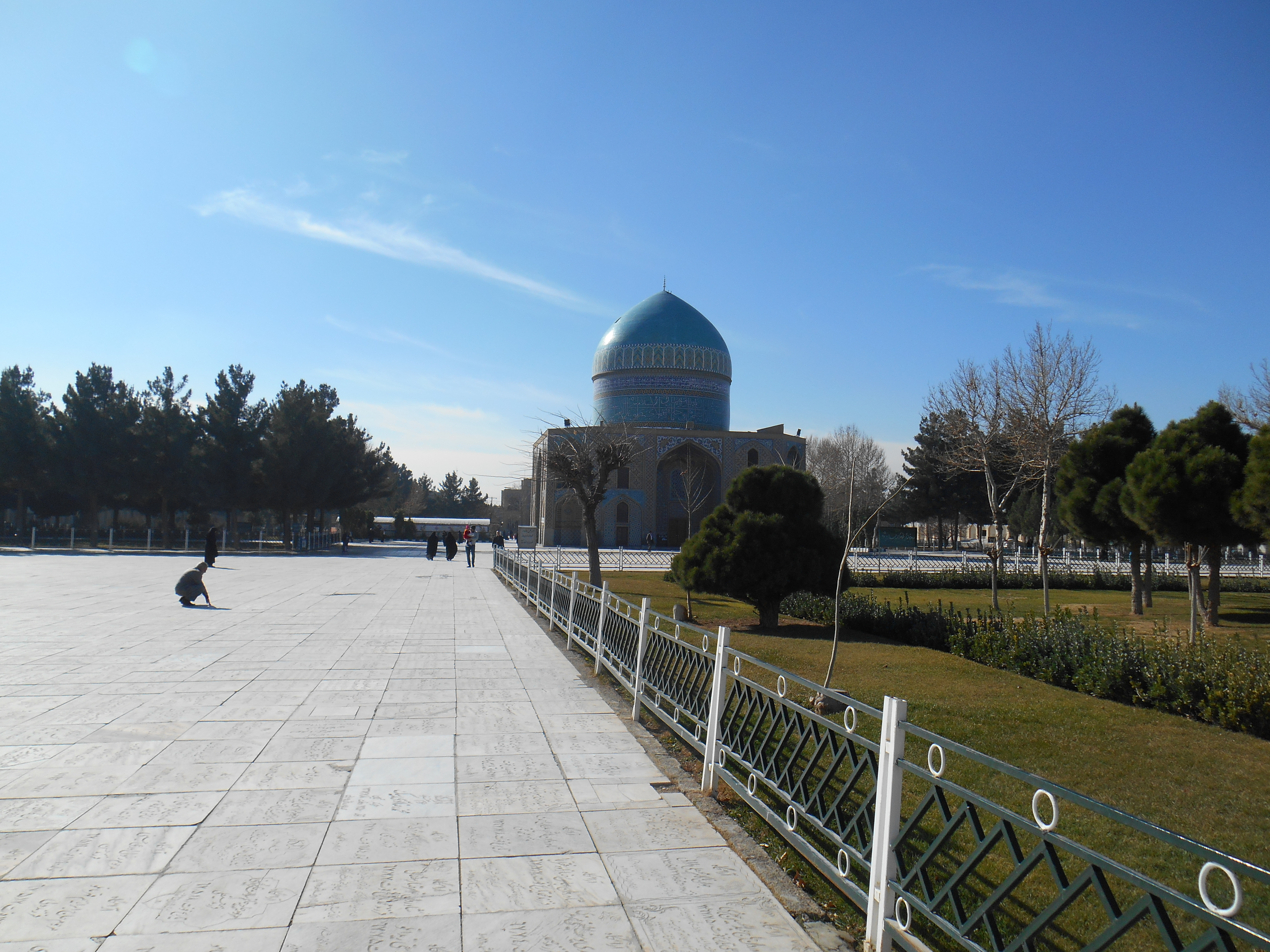
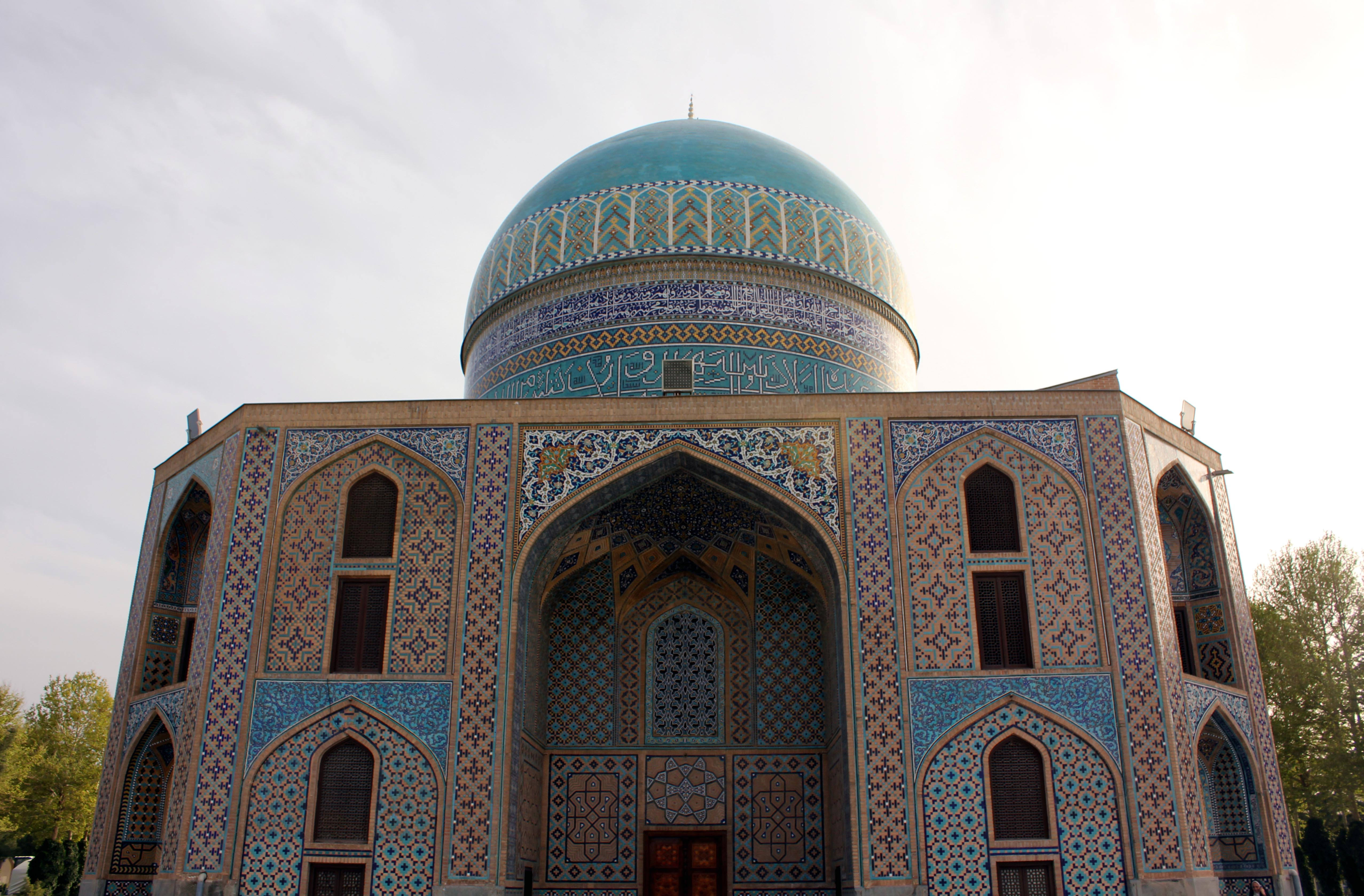
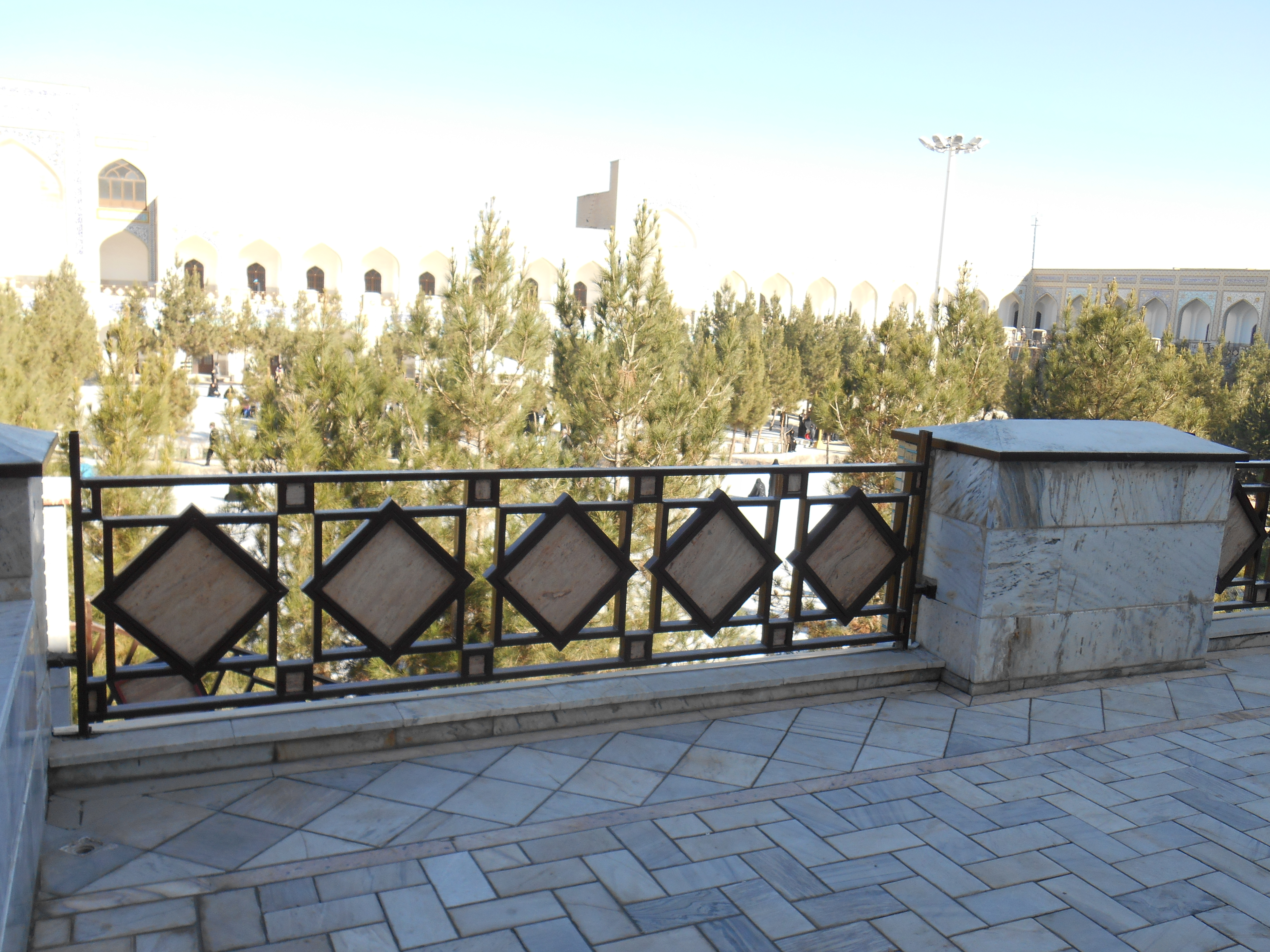
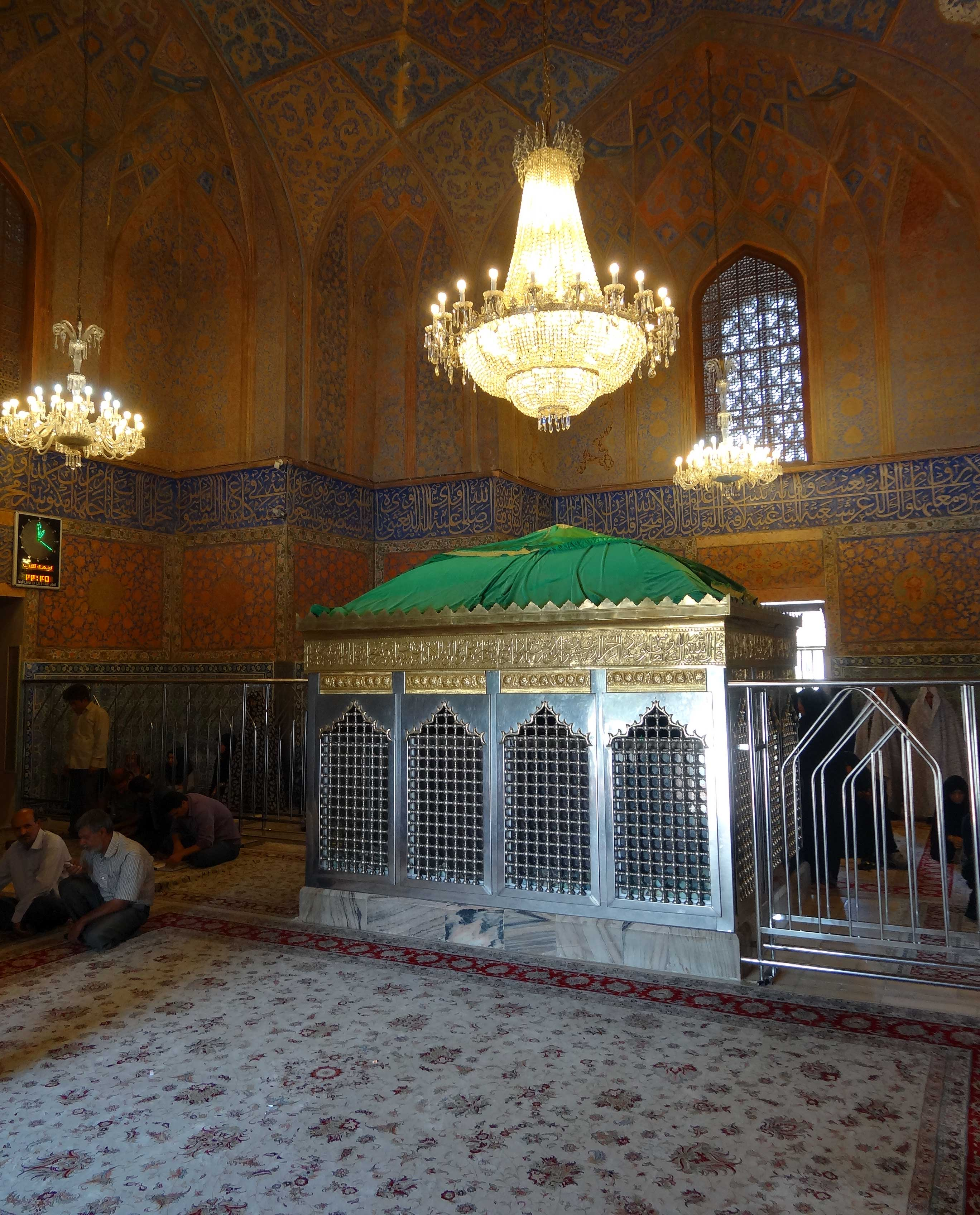
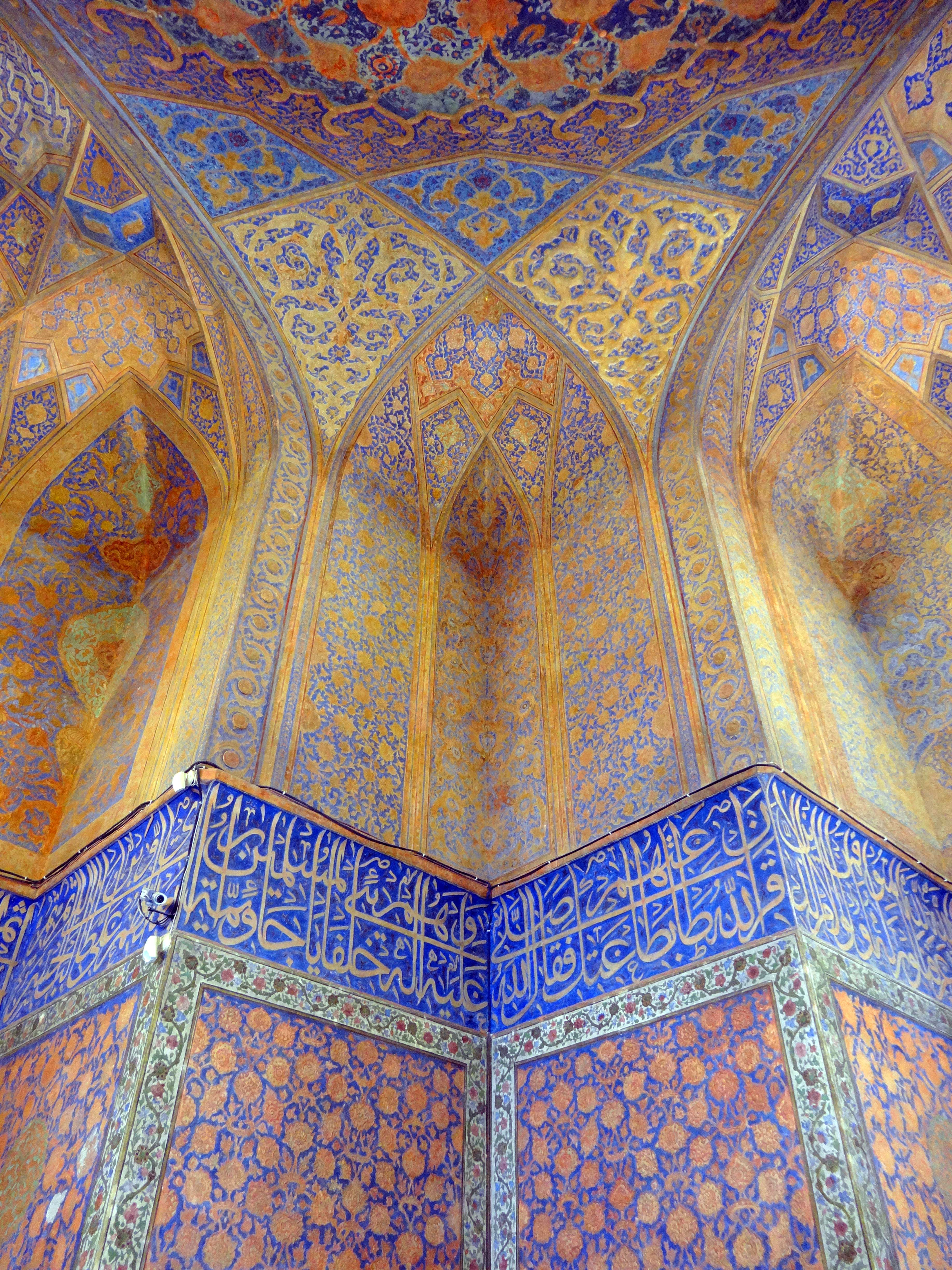
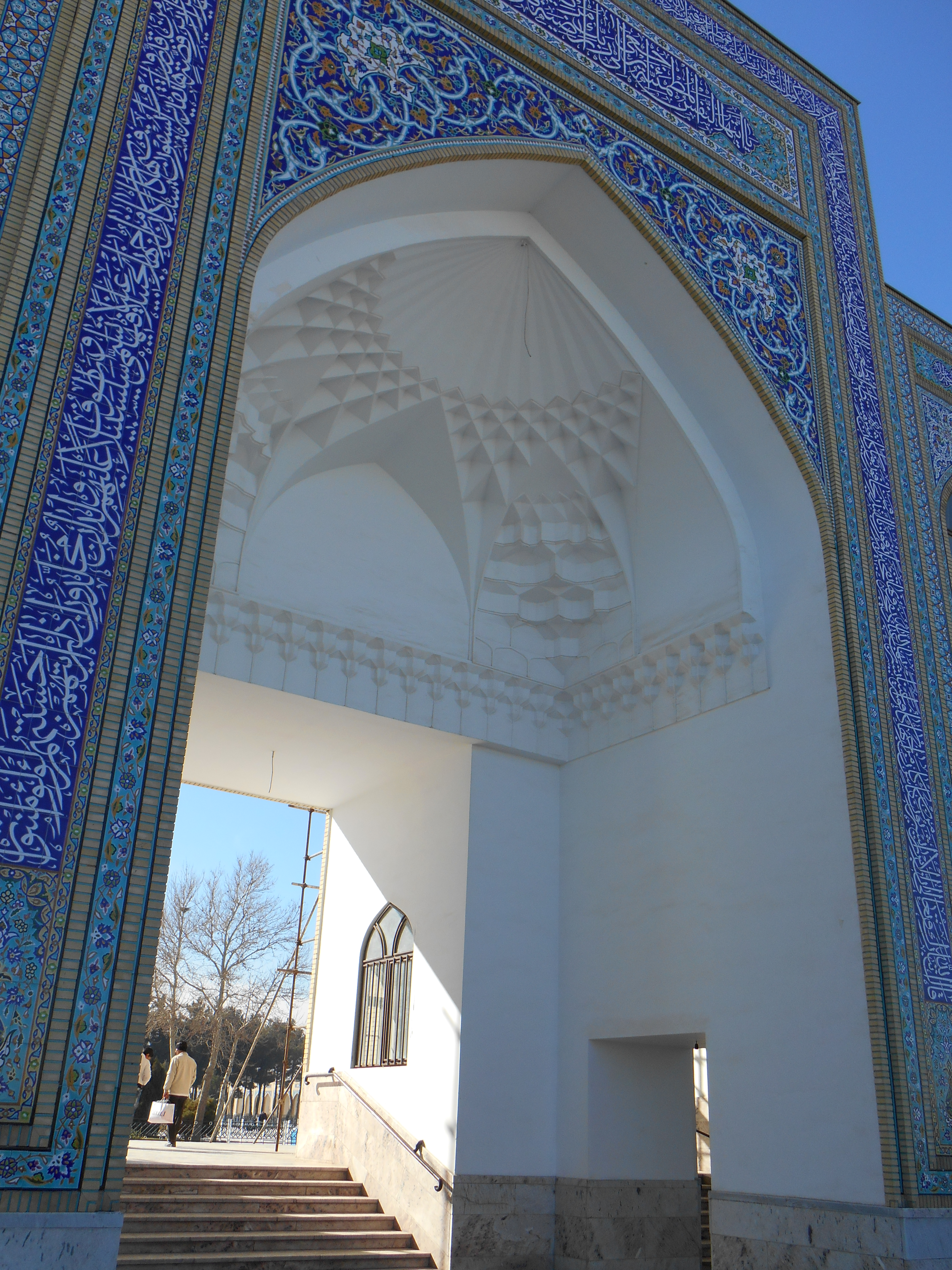
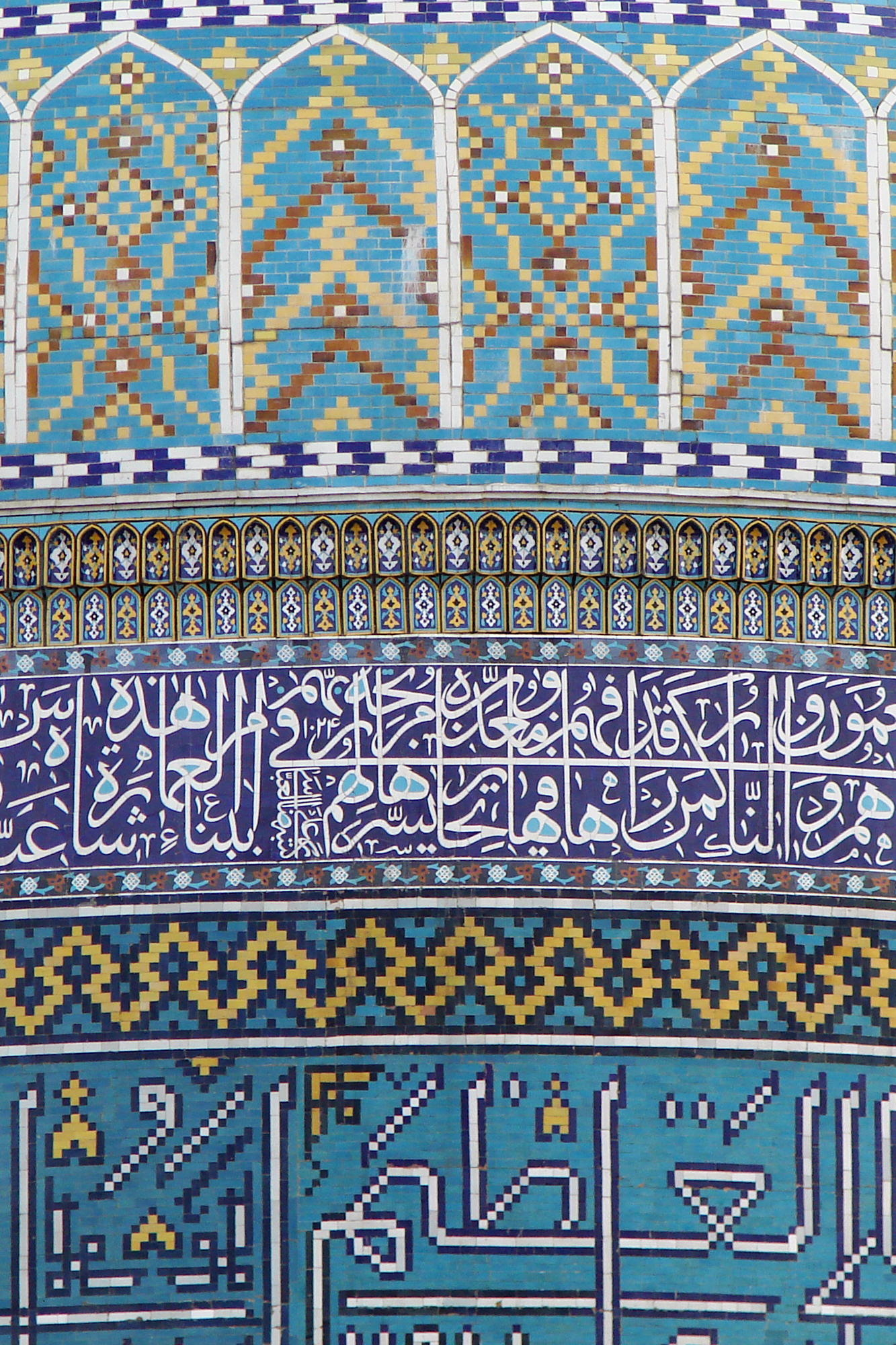